# Straßenlauf-Länderkampf der Männer 1961 Schweiz – BR Deutschland – Niederlande – Österreich
| 1. Leichtathletik-Länderkampf mit bundesdeutscher Beteiligung 1961                    | 1. Leichtathletik-Länderkampf mit bundesdeutscher Beteiligung 1961 |                                  |
| ------------------------------------------------------------------------------------- | ------------------------------------------------------------------ | -------------------------------- |
|                                                                                       |                                                                    |                                  |
| Straßenlauf-Vergleich der Männer: Schweiz – BR Deutschland – Niederlande – Österreich |                                                                    |                                  |
| Austragungsort                                                                        | Locarno                                                            |                                  |
| Wettbewerbe                                                                           | 1                                                                  |                                  |
| Datum                                                                                 | 28. Juni 1961                                                      |                                  |
| 1. FRG 2. NLD 3. AUT 4. SUI                                                           | 5:08:29,0 h 5:22:46,0 h 5:24:10,6 h 5:29:48,6 h                    |                                  |
| Chronik                                                                               |                                                                    |                                  |
| ← letzter LK 1960: 00FRG-SWE (M)                                                      | FRA-FRG-BEL-ITA-00 NLD-SUI (M) →                                   | FRA-FRG-BEL-ITA-00 NLD-SUI (M) → |

Der erste Vergleich des Länderkampfjahres 1961 war wieder ein Länderkampf im Straßenlauf. Mit Österreich und der Schweiz hatte es bereits acht Aufeinandertreffen dieser Art gegeben. Im letzten Jahr waren zum ersten Mal die Niederländer in dieser Begegnung mit dabei, doch hatte es keine gemeinsame Gesamtwertung der vier Nationen gegeben, sondern getrennte Wertungen. In diesem Jahr wurden auch die Niederländer mit in die gemeinsame Wertung integriert. Austragungsort am 28. Juni war die Schweizer Stadt Locarno.

## Wettbewerbe und Modus
Die Begegnung beinhaltete wie in Straßenlauf-Vergleichen üblich ein Rennen über dreißig Kilometer. In die Wertung kamen die jeweils drei besten Läufer von vier Startern je Nation. Das Resultat ergab sich durch Addition der durch die gewerteten Athleten erzielten Zeiten. In diesem Jahr wurden alle vier Länder gemeinsam gewertet.

## Ergebnis
Die bundesdeutschen Läufer dominierten diesen Vergleich maximal. Ihre drei gewerteten Läufer belegten die ersten drei Plätze und lagen somit alle vor ihren Konkurrenten. Der Vorsprung in der offiziellen Zeitwertung betrug mehr als vierzehn Minuten vor den zweitplatzierten Niederländern. Auf den dritten Rang kamen die österreichischen Sportler mit einem Abstand von weiteren knapp eineinhalb Minuten. Gut fünfeinhalb Minuten hinter Österreich belegte die Schweiz den vierten Platz.

## Resultat

### 30-km-Straßenlauf
| Platz | Athlet             | Land | Zeit (h)  |
| ----- | ------------------ | ---- | --------- |
| 01    | Jürgen Wedeking    | FRG  | 1:42:09,0 |
| 02    | Heinrich Arians    | FRG  | 1:42:53,0 |
| 03    | Lothar Reinshagen  | FRG  | 1:43:27,0 |
| 04    | Frans Kunen        | NLD  | 1:43:56,6 |
| 05    | Adolf Gruber       | AUT  | 1:44:08,0 |
| 06    | Wilhelm Gänßler    | FRG  | 1:46:08,4 |
| 07    | Guido Vögeli       | SUI  | 1:47:06,0 |
| 08    | Fons Veldhuizen    | NLD  | 1:48:30,4 |
| 09    | Karl Windholz      | AUT  | 1:49:41,6 |
| 10    | Piet Bleeker       | NLD  | 1:50:19,0 |
| 11    | Karl Lackner       | AUT  | 1:50:21,0 |
| 12    | Arthur Wittwer     | SUI  | 1:50:49,6 |
| 13    | Gerard Kluivers    | NLD  | 1:51:11,8 |
| 14    | Franz Schelbert    | FRG  | 1:51:53,0 |
| 15    | Hans Harlacher     | SUI  | 1:55:26,8 |
| 16    | Herbert Stockinger | SUI  | 1:59:33,6 |